# Birgitte Söndergaard
Birgitta "Birgitte" Söndergaard, född 29 april 1957 i Vänersborgs församling, Älvsborgs län, är svensk skådespelare, konstnär och programledare i TV.

## Biografi
Söndergaard gick ut Statens scenskola i Göteborg 1981, varefter hon bland annat var verksam vid Östgötateatern fram till 1987. Hon har även spelat på privatteatrar i Stockholm samt gjort TV och film. Från senare delen av 1990-talet till tidigt 2000-talet var hon programledare för TV-programmen Mänskligt, Blåsningen och Spårlöst försvunnen på TV3. I samband med det sistnämnda, där man hjälpte personer att spåra upp försvunna eller okända släktingar, fick hon 2002 själv kontakt med sin danske far för första gången. 2007 deltog hon i TV4:s underhållningsprogram Let's dance och var även bisittare åt Bert Karlsson i hans program Bert i TV8 och TV7.
1994 spelade Söndergaard en dalkulla i storfilmen Zorn om konstnären Anders Zorn, och några år senare började hon själv ägna sig åt  måleri. Hon är självlärd och målar företrädesvis i olja och pastell/akvarell. Hon har deltagit i separat- och samlingsutställningar i Sverige och övriga Europa och är representerad i offentliga miljöer och hos privata samlare.
Hon har även skrivit boken Råttmannen kom fram (1995) om svårigheterna att få alla delar i livet att fungera tillsammans i vardagen.

## Filmografi
- 1985 – Yerma (TV-serie) (TV-pjäs)
- 1987 – Ondskans år (TV-serie)
- 1988 – Goda grannar (TV-serie)
- 1988 – Lindas längtan
- 1988 – SOS – en segelsällskapsresa
- 1989 – Hassel – Offren
- 1989 – Det var då... (TV-serie)
- 1993 – Snoken (TV-serie) (gästroll)
- 1993 – Rederiet (TV-serie) (gästroll)
- 1994 – Zorn
- 1994 – Illusioner
- 1999 – Ett litet rött paket (TV-serie)
- 2001 – Känd från TV
- 2003 – Godafton Sverige (TV-serie)
- 2007 – Se upp för dårarna

## Teaterroller (ej komplett)
| År   | Roll                 | Produktion                                                       | Regi            | Teater      |
| ---- | -------------------- | ---------------------------------------------------------------- | --------------- | ----------- |
| 1987 |                      | Inte nu, älskling! Ray Cooney och John Chapman                   | Pierre Fränckel | Vasateatern |
| 1989 |                      | Charleys tant Brandon Thomas                                     | Per Gerhard     | Vasateatern |
| 1991 |                      | Sköna Helena Jacques Offenbach, Henri Meilhac och Ludovic Halévy | Georg Malvius   | Vasateatern |
| 1993 | Maria Elena Santiago | Buddy – The Buddy Holly Story Alan Janes och Rob Bettinson       | Tony Verner     | Göta Lejon  |
| 1995 |                      | Dubbeltrubbel Marc Camoletti                                     | Lars Amble      | Vasateatern |
| 1997 | Sibylla Slotte       | Spanska flugan Franz Arnold och Ernst Bach                       | Thomas Ryberger | Intiman     |

## Konstutställningar i urval
- Utställningssalongen Stockholm
- Gallery 1380, Milano
- Art Studio, Paris
- Carrousel du Louvre, Louvren, Paris, Frankrike
- Örebro Slott, Cognosco Kultur, Örebro
- Galleri Blå, Linköping
- Avesta Art 2008, Avesta
- Vänersborgs Museum 2009, Vänersborg